# Cueva de los Pajaritos

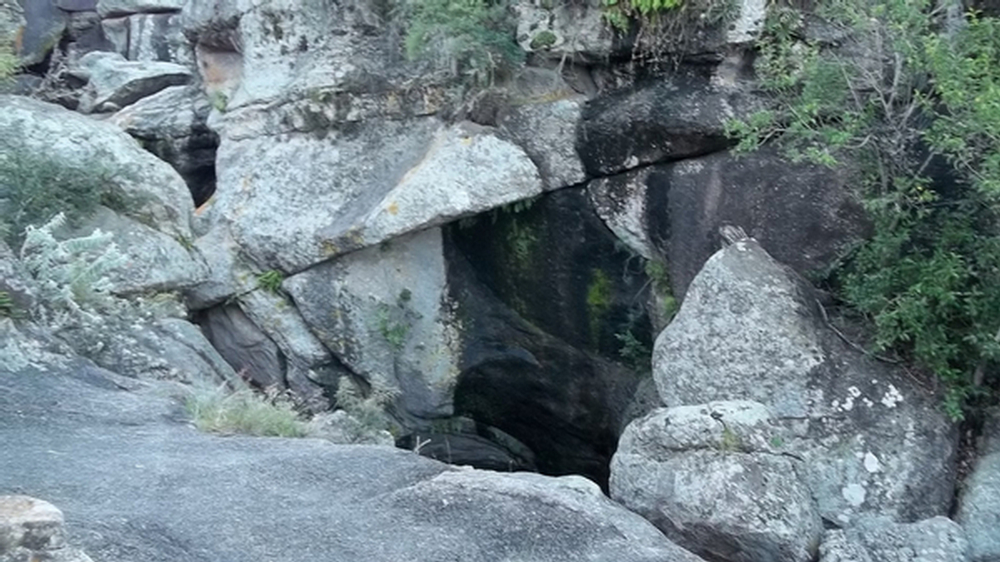
Ingreso a la Cueva de los Pajaritos, en la Reserva Ecológica Mallín.

La Cueva de los Pajaritos es un paraje serrano ubicado en el Valle de Punilla en la argentina Provincia de Córdoba. Es lugar de nidificación y descanso de singulares aves autóctonas, que en el año 2008 fue distinguido como  Séptima Maravilla Natural de Córdoba, en un concurso auspiciado por la Agencia Córdoba Turismo y el diario La Voz del Interior.

## Historia

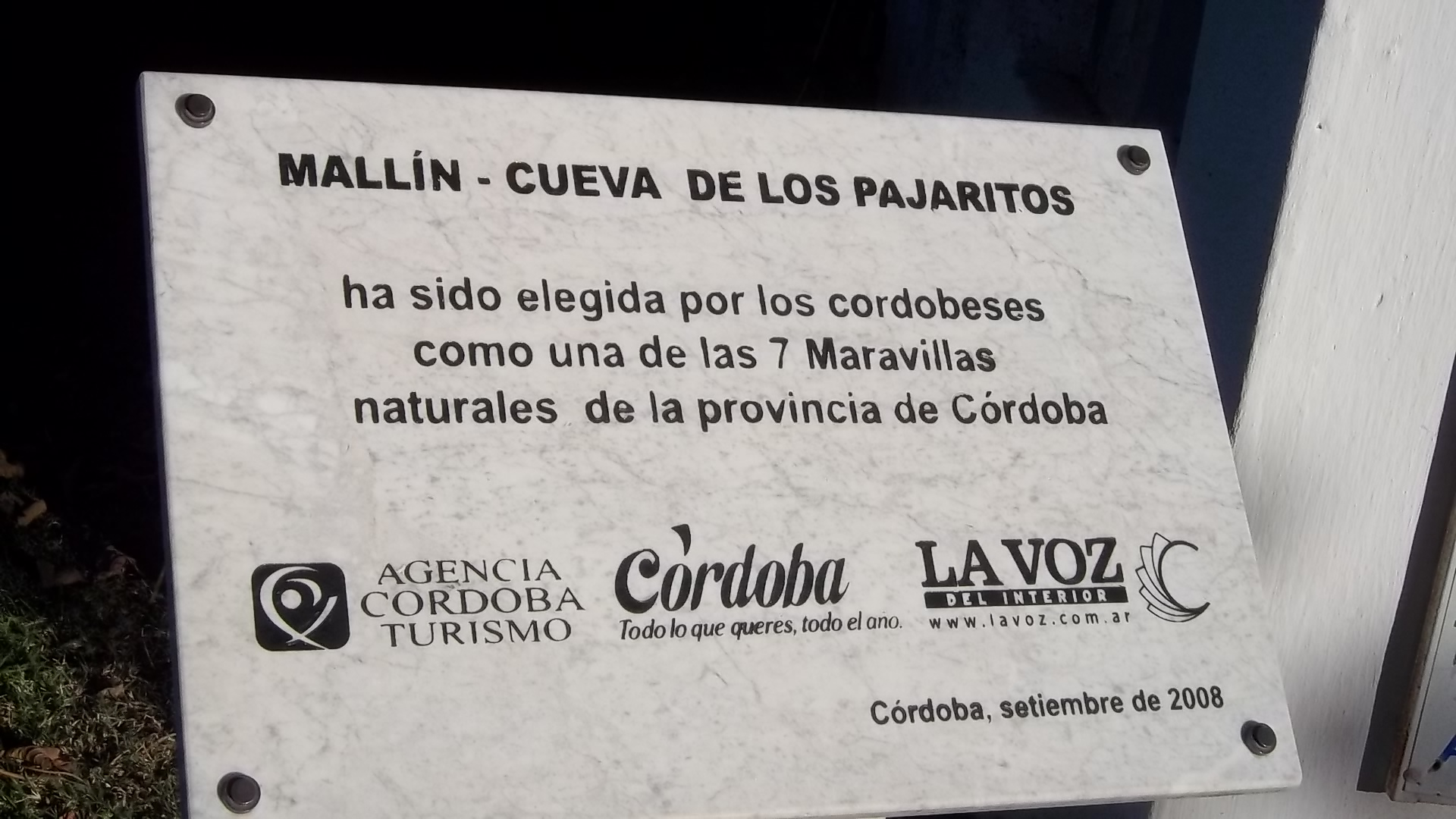
Cartel a la entrada de la Reserva de Mallín.

El Complejo Turístico Reserva Ecológica Mallín, es un paraje del Valle de Punilla, situado a 1035 metros sobre el nivel del mar, cuyo principal atractivo es la Cueva de los Pajaritos, lugar de nidificación y descanso de las singulares aves autóctonas denominadas chirrios (nombre onomatopeya del "chirrido" que emiten al parecer para orientarse en la oscuridad mediante ecolocación), los "pajaritos" o "chirrios de las Sierras de Córdoba son un tipo de vencejo, conocido también como pájaro aguatero. 
La reserva posee un nombre pseudo "originario" es decir falsamente indígena ya que la palabra mallín (lago o lugar pantanoso) es de origen mapuche y los mapuches jamás tuvieron presencia en las Sierras de Córdoba, el nombre "mallín" le ha sido dado apócrifamente por los propietarios de origen europeo por mercadeo para atraer a turistas. Se encuentra ubicada a 14 km al oeste de Santa María de Punilla, a 12 km al oeste de Cosquín, y a 8 km al este de Tanti, por un camino sin asfalto que es usado como tramo de recorrido para el Rally Mundial que todos los años tiene sede en la provincia de Córdoba. El área pertenece al ejido municipal de Santa María de Punilla.
En el año 2008, este paraje serrano fue distinguido como Séptima Maravilla Natural de Córdoba. Un recorrido turísticamente preparado permite recorrer el parque y disfrutar de su fauna, flora, el arroyo con sus cascadas, espejos de agua y atractivas formaciones rocosas de insólitas conformaciones, debido a los fenómenos naturales (lluvia, viento, etc.)  que han ido desgastándolas y erosionándolas. Al comienzo, puede verse un espejo de agua desembocar en la primera gran cascada que es atravesada por un puente colgante. De igual manera, no hay más que desandar el paisaje para encontrarse con caprichosas formas que la naturaleza decidió darle a las piedras, como la Cabeza del Indio o la Cara del Mono, entre otras.

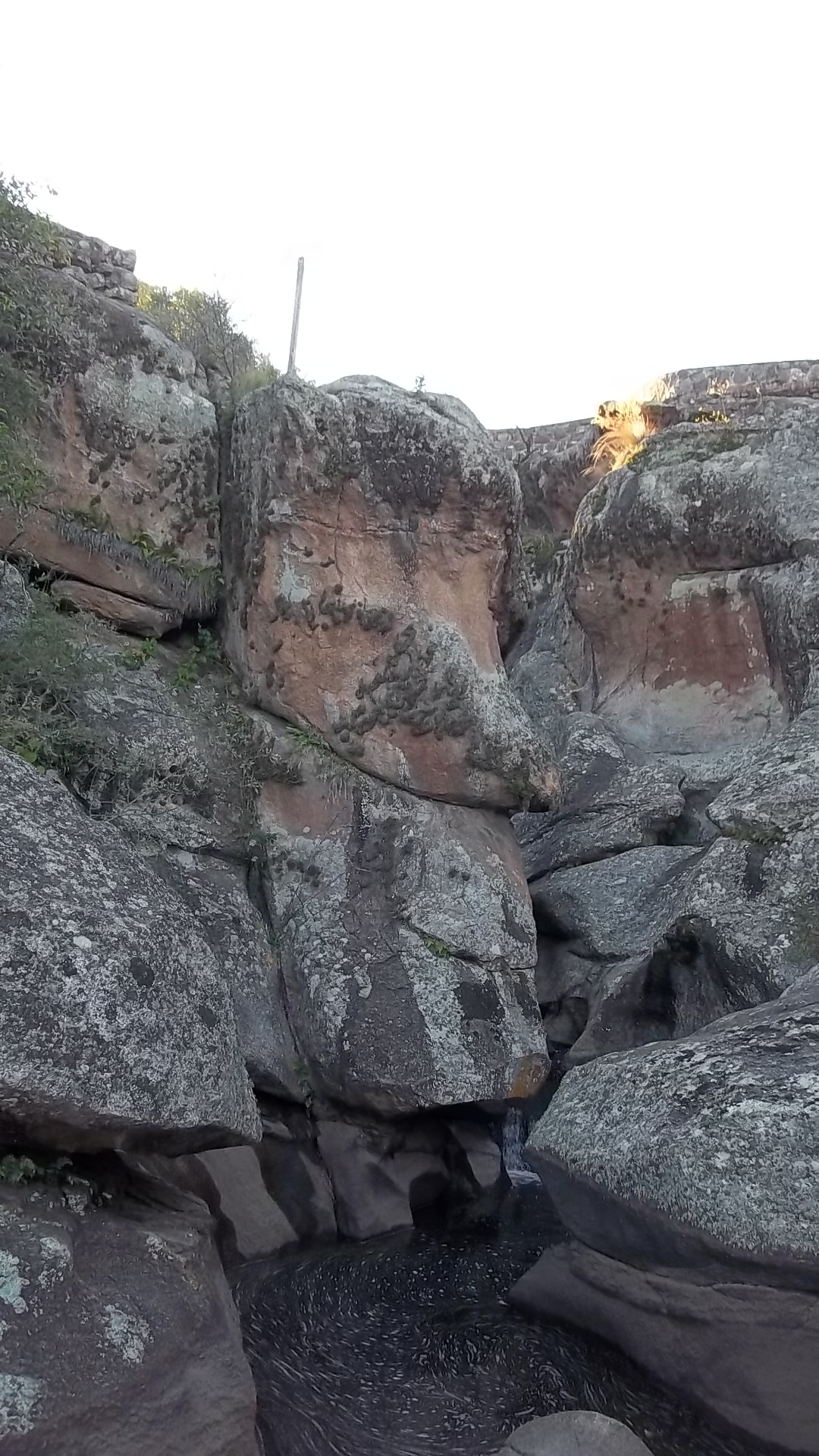
Extrañas formaciones rocosas en el parque, debido a la erosión natural.

Hace mucho tiempo un movimiento sísmico produjo una fractura en una gran placa rocosa que, sumado a los derrumbes, abrió una brecha por la que se cuela el agua de vertientes en un serpenteante recorrido que forma pequeñas lagunas y cascadas de hasta 14 metros de profundidad. La Cueva de los pajaritos, no es más que el desmoronamiento de pequeñas y grandes rocas sobre la profunda grieta que no mide más de un metro y medio en ese sector. Apenas si se cuelan unos rayos de luz, pero entre los escondrijos hay una abertura de suficiente tamaño como para que cualquier persona pueda ingresar a un mirador desde donde es posible observar a las aves.

## El chirrio
Es un vencejo más grande que las golondrinas, de contextura fuerte, especialmente en las alas. Poseen callosidades en los codos, que junto a la cola forman sus tres puntos de apoyo. La cola termina en puntas aguzadas. La abre como abanico, usándola como apoyo en las piedras. De patas cortas con uñas agudas y fuertes, se prenden a las rocas.
El chirrio es la única ave que habita en paredes de piedra verticales; sale al amanecer en busca del alimento que caza en vuelo y vuelve al anochecer. Habita en grutas húmedas del centro y norte del país. El macho es negro con un collar blanco en el cuello y la hembra, gris oscuro. Su nombre se debe a los chillidos que emiten con gran algarabía, cuando vuelven a la cueva después de haber estado volando todo el día. También se los conoce como pájaros aguateros, porque acostumbran revolotear sobre el arroyo Mallín, anunciando la lluvia con 12 o 24 horas de anticipación.
Se alimenta de insectos que caza al vuelo, prestando así un servicio al ser humano y posicionándose entre las especies más útiles. Forman bandadas entre 20 y 40 pajaritos, y de noche, solo en la cueva, se han contado más de quinientos (500) chirrios. Anidan en la Cueva de los Pajaritos, Garganta del Diablo, Lluvia del Amor  y otras gargantas a lo largo del arroyo Mallín. Se los puede ver al amanecer y al atardecer.